# Burgkirchen an der Alz
Burgkirchen an der Alz (ufficialmente Burgkirchen a. d. Alz) è un comune tedesco situato nel land della Baviera e, come dice il nome, attraversato dal fiume Alz. Fa parte del circondario di Altötting.